# Mogente
Mogente (em castelhano) ou Moixent (em valenciano), oficialmente chamado Moixent/Mogente, é um município da Espanha na província de Valência, Comunidade Valenciana. Tem 150,2 km² de área e em 2021 tinha 4 326 habitantes (densidade: 28,8 hab./km²).

## Demografia
| Variação demográfica do município entre 1991 e 2004 | Variação demográfica do município entre 1991 e 2004 | Variação demográfica do município entre 1991 e 2004 | Variação demográfica do município entre 1991 e 2004 |
| --------------------------------------------------- | --------------------------------------------------- | --------------------------------------------------- | --------------------------------------------------- |
| 1991                                                | 1996                                                | 2001                                                | 2004                                                |
| 4165                                                | 4214                                                | 4316                                                | 4465                                                |

1. 1 2  «Cifras oficiales de población resultantes de la revisión del Padrón municipal a 1 de enero» (ZIP). www.ine.es (em espanhol). Instituto Nacional de Estatística de Espanha. Consultado em 19 de abril de 2022